# Ashmeadiella crassa
Ashmeadiella crassa är en biart som beskrevs av Cockerell 1924. Ashmeadiella crassa ingår i släktet Ashmeadiella och familjen buksamlarbin. Inga underarter finns listade i Catalogue of Life.